# Horní čp. 137 (Prachatice)
Horní č. p. 137 je renesanční měšťanský dům z poloviny 16. století v Horní ulici v Prachaticích. Fasádu domu pokrývá hrubá, zednickou lžící strhávaná, omítka přírodní, hlinitopísčité, barvy. Pouze nárožní bílošedé kvádrování zdiva atikového patra, výplní obloučků atiky a okenních šambrán je provedeno hlazenou omítkou. Fasáda vrcholí mohutnou renesanční obloučkovou atikou s nárožními věžičkami se střílnami. Dům je součástí městské památkové rezervace Prachatice. Od 3. května 1958 chráněná kulturní památka.

## Popis domu

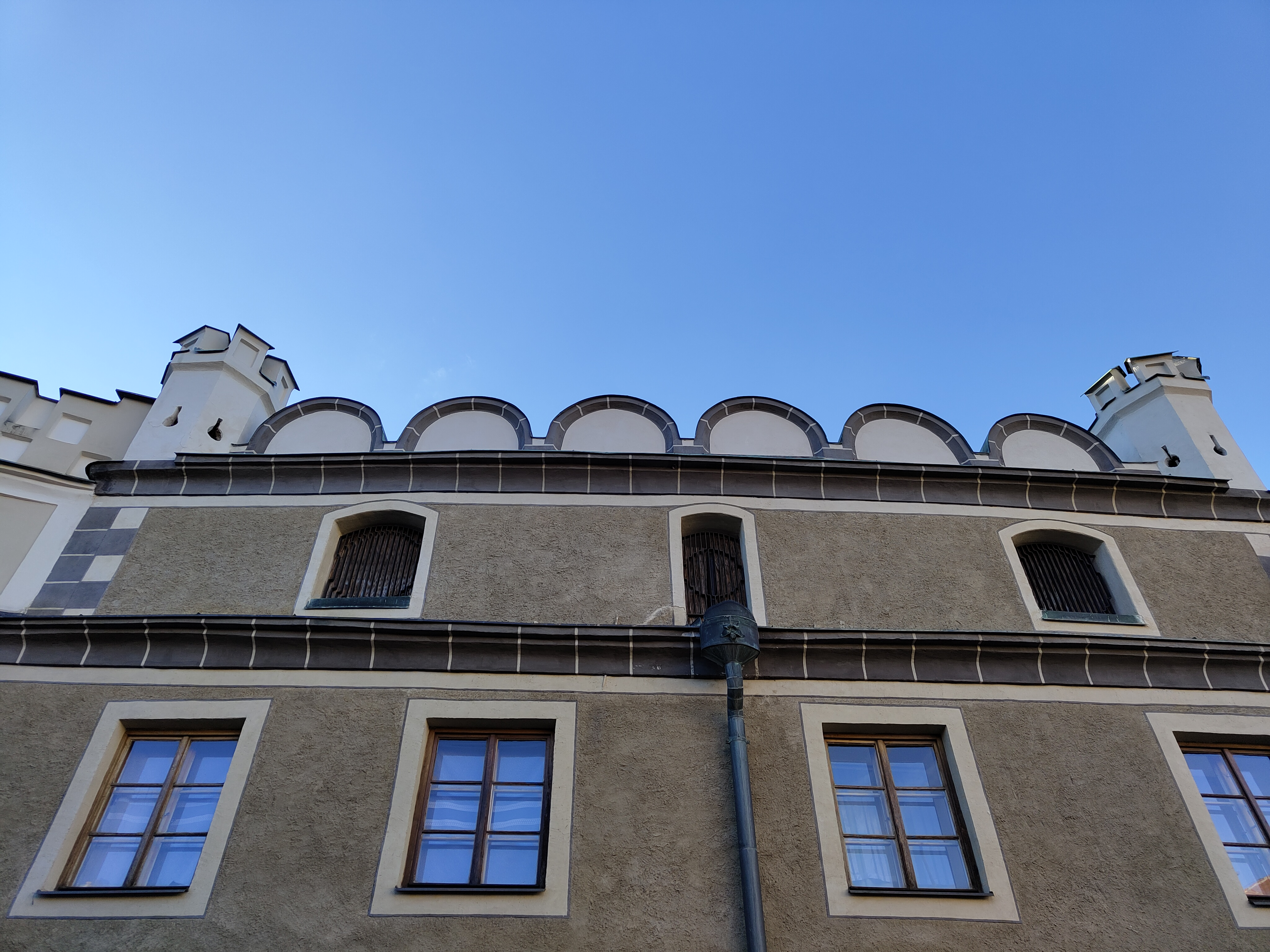
Horni čp. 137, obloučková atika s nárožními věžičkami

Řadový jednopatrový dům s druhým, pouze půdním, atikovým patrem, je situován na parcele ve tvaru lichoběžníku. Navazuje plynule na sousední domy, na sousední dům čp. 136 navazuje i výškově, včetně atikových říms. Uliční průčelí je čtyřosé, v přízemí se nachází vstupní otvor zakončený segmentovým obloukem. Okenní otvory, lemované hladkou omítkovou šambránou s konturovanou černou linkou, jsou osazeny novodobými výplněmi, dřevěnými dvoukřídlými okny, členěnými do šesti tabulek. Atikové patro je prolomeno trojicí segmentově zaklenutých otvorů s okenními výplněmi a předsazenými železnými mřížemi. V přízemí nad zemí se nacházejí dvě větrací okénka do sklepa, která jsou kryta železnými dvířky, kovářsky provedenými. Fasáda domu je pokryta hrubou, pouze zednickou lžící strhávanou, omítkou hnědošedé, hlinitopísčitě, barvy s bílošedým nárožním kvádrováním atikového patra a bílými šambránami konturovanými černou linkou kolem oken a vstupních dveří. Průčelí zakončeno atikou s obloučky, v nárožích osazeny věžičky se střílnami. Plocha obloučků a věžiček je pokryta bílou hlazenou omítkou. Střecha za atikou je sedlová, podélně orientovaná. Původní renesanční střecha byla dvoupultová, se středovým úžlabím. Otvor pro původní střešní žlab je dochován a vede středem průčelí stávající okapní svod se sběrným kotlíkem, ozdobně klempířsky provedeným s dekorativní plechovou růží. Dispozice budovy příčný dvoutrakt. Zadní užší trakt z velké části klenut valenými klenbami s výsečemi. V přední části plochostropá síň se schodištěm, boční komory zaklenuty. První patro s centrální horní síní je převážně plochostropé. Pouze místnost vlevo vzadu má valenou renesanční klenbu. Ve druhém patře je jediná místnost se zdobeným vpadlým vykrajovaným polem. Zadní úsek středověké hradební zdi o šířce 200 cm tvoří přízemní část zadního průčelí domu. V patře je pak na hradbě posazena dřevěná pavlač. Dům je podsklepený.
Průčelí s obloučkovou atikou, nárožními věžičkami a střílnami tvoří v řadě sousedních domů nedílnou součást výjimečně cenného uličního intravilánu. Dům má mimořádně hodnotné průčelí se zachovanou atikou s bočními věžičkami se střílnami, k hodnotným prvkům náleží rovněž klenuté prostory přízemí a jeden valeně klenutý prostor v patře, sklepní prostory, středověká hradba zesilující zadní průčelí, pavlač ve dvorním průčelí a začlenění domu v historické zástavbě města. Památková ochrana se vztahuje na celý areál.

## Historie domu

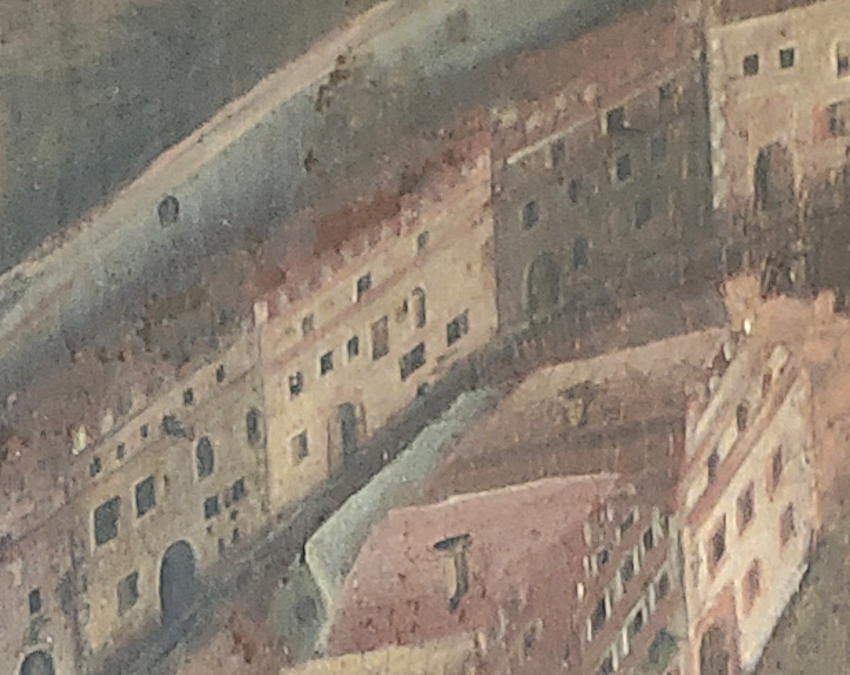
Vyobrazení č.p. 137 (vpravo) na obraze Jindřicha De Verle z roku 1670.

Existenci domu lze předpokládat již ve 14. století. Současná podoba domu pochází z poloviny 16. století, kdy byl dům výrazně přestavěn a prodloužen až ke vnitřní gotické městské hradbě. Dům byl následně upravován v 18. století. Další stavební úpravy byly provedeny po požáru v roce 1832. V klasicismu, pravděpodobně po požáru domu, byly zvětšeny původní okenní otvory, zřejmě došlo k vyjmutí původních kamenných ostění. Provedený odkryv původních historických omítek, resp. zdiva, ale neodhalil novodobý posun okenních otvorů. Při požáru byly částečně poškozeny obloučky v atice. V "Soupisu památek historických a uměleckých v Království českém, okrese Prachatickém" od F. Mareše a J. Sedláčka z roku 1913 je u domu čp. 137 uvedeno, že " má nárožní věžičky, avšak bez cimbuří, které bylo asi r. 1832 zničeno". Na obrazu Jindřicha de Verle "Prachatice v roce 1670" je popisovaný dům vyobrazen s obloučkovou atikou.
Ve 20. století bylo největším stavebním zásahem zcela nové pojetí zastřešení domu, vybudování bytu v podkroví a úpravy patra z počátku 80. let 20. století, při této opravě byly na základě předchozího restaurátorského průzkumu obnoveny obloučky atiky a provedena nová bílá vápenocementová fasáda s šedým nátěrem okenních šambrán a nárožním kvádrováním. V roce 2014 bylo, po předchozím rozšířeném restaurátorském průzkum fasády za účelem nalezení původních historických omítek, podle nalezených zbytků renesančních omítek rozhodnuto o rekonstrukci původního řešení fasády tak, aby se připodobnilo původnímu renesančnímu vzhledu domu. Při pravém okraji spodní části atiky byla restaurována původní renesanční bosáž na základě restaurátorského nálezu, k levému okraji atiky byla bosáž analogicky doplněna. Na základě nálezové situace byl doplněn i v omítce hlazený vlys pod oběma římsami. Okenní otvory doplněny hladkými omítkový šambránami konturovanými černou linkou. Na dřících věžiček byly nalezeny zbytky původní hliněné omítky. V roce 2017 proběhla kompletní oprava a statické zajištění sklepních prostor.